# إبراهيما وادجي
إبراهيما وادجي (بالفرنسية: Ibrahima Wadji) (5 مايو 1995 في السنغال - ) هو لاعب كرة قدم سنغالي في مركز مهاجم ‏. لعب مع غازي عنتاب بي.بي.كي ونادي مولده.

## روابط خارجية
- إبراهيما وادجي على موقع اتحاد النرويج (النرويجية)
- إبراهيما وادجي على موقع اتحاد تركيا (لاعب) (الإنجليزية)
- إبراهيما وادجي على موقع قاعدة بيانات كرة القدم.إي يو (الإنجليزية)
- إبراهيما وادجي على موقع ليكيب (الفرنسية)
- إبراهيما وادجي على موقع Soccerway.com (الإنجليزية)
- إبراهيما وادجي على موقع عالم كرة القدم.نت (الإنجليزية)